# Deutsches Handwerkszeichen

Bis 1994 offizielles Symbol des Zentralverband des Deutschen Handwerks

Das Deutsche Handwerkszeichen wurde 1934 vom Reichspräsidenten Paul von Hindenburg für das deutsche Handwerk gestiftet.

## Beschreibung

Blaugoldene Version

Im Jahrbuch des deutschen Handwerks von 1935 heißt es dazu:

„Der Hammer, der den offenen Ring schließt, bringt zum Ausdruck, wie das unfertige Material vom Handwerk zum schönen, ganzen Stück vollendet wird. Das Malkreuz auf dem Hammer deutet als altes Symbol schöpferischen Geschehens auf das Wesen deutscher Handwerksarbeit hin… Eichenblatt und Eichel, die zusammen mit dem Hammerstiel in Form der alten Hagal-Rune angeordnet sind, sollen die Einfügung des Handwerks in die völkische Lebensordnung … versinnbildlichen. Die Farben des Zeichens sind Blau in Gold, Blau ist die Farbe der Treue, Beständigkeit und Klarheit, Gold ist die Farbe der Vollendung. Durch Klarheit zur Vollendung ist der Sinn dieser Farben.“

Das Handwerkszeichen war von 1934 war bis 1994 das offizielle Emblem des deutschen Handwerks, auch in der DDR, in abgewandelter Form dort auch als Symbol der Produktionsgenossenschaften des Handwerks (PGH). Es wird auch heute noch verschiedentlich benutzt.
Für offizielle Zwecke wird das neue Logo des Deutschen Handwerks von 1994 verwendet, so auch vom Zentralverband des Deutschen Handwerks. Dieses soll eine Sechskantschraube darstellen und wird meist orange dargestellt.